# Ivar Asjes
Ivar Onno Odwin Asjes (Rotterdam, 16 de setembre de 1970) és un polític de Curaçao, líder del partit Poble Sobirà i Primer Ministre de Curaçao entre 2013 i 2015, després que fos investit per la governadora interina Adèle van der Pluijm-Vrede. Fou succeït al capdavant del govern per Ben Whiteman, després que el seu partit li retirés la confiança. Asjes va ser membre del Parlament de Curaçao entre 2010 i 2013 i el seu predecessor així com del seu predecessor a les Antilles Neerlandeses, el Consell Insular de Curaçao.